# Stockbridge (Wisconsin)
Stockbridge é uma vila localizada no estado norte-americano de Wisconsin, no Condado de Calumet.

## Demografia
Segundo o censo norte-americano de 2000, a sua população era de 649 habitantes.
Em 2006, foi estimada uma população de 664, um aumento de 15 (2.3%).

## Geografia
De acordo com o United States Census Bureau tem uma área de
8,6 km², dos quais 8,6 km² cobertos por terra e 0,0 km² cobertos por água. Stockbridge localiza-se a aproximadamente 251 m acima do nível do mar.

## Localidades na vizinhança
O diagrama seguinte representa as localidades num raio de 20 km ao redor de Stockbridge.